# De tijgerin
De tijgerin is een hoorspel naar de roman Die Tigerin. Eine absonderliche Liebesgeschichte (1925) van Walter Serner. In een bewerking en regie van Paul Binnerts zond de NCRV het uit op dinsdag 9 oktober 1990. Het hoorspel duurde 53 minuten.

## Rolbezetting
- Debbie Korper
- Tom de Ket

## Inhoud
Bichette, een Parijse prostituee, en Fec, een kruimeldief, hebben alles achter zich en willen uiteindelijk af van die "leegloperij". Na een eerder toevallige ontmoeting bij “Léon” dompelen ze zich onder in het Parijs van de jaren twintig, in de gedurige kringloop van liefde en obsessie, leugen en intrige, bars en rendez-voushuizen. Waar ieder van die vertwijfelden met “een grote slag” probeert te redden wat al niet meer te redden valt. En daar Bichette en Fec het niet meer aankunnen niets te doen, maken ze zichzelf, of liever: ze maken hun liefde! Het wilde paar, dat elkaar bemint en slaat, reist naar de Côte d’Azur. Daar lokt Bichette minnaars aan, die ze dan afpersen en verplichten zwijggeld te betalen. Fec en de "tijgerin" Bichette verzekeren elkaar steeds weer dat hun relatie slechts gespeeld is, maar dan worden ze door hun hartstocht ingehaald...